# Hanibal Gisco
Hanibal Gisco (otprilike 300. – 290. pr. Kr. – 260 pr. Kr.) bio je kartaški vojni zapovjednik koji je zapovjedao kopnenom vojskom i morskom flotom tijekom prvog punskog rata. Nakon što je vojno poražen, bio je pogubljen. 

## Bitka kod Agrigenta
Hanibal Gisco se prvi put pojavljuje u povijesnim izvorima 261. pr. Kr. kada zapovjeda garnizonom u Agrigentu pod opsadom Rimljana. Mjesecima se je uspješno odupirao rimskoj opsadi, dok nije došla pomoć. Grad ipak pada u rimske ruke u bitci kod Agrigenta. Hanibal Gisco uspjeva pobjeći, a kako za poraz nije bio kriv, zadržava zapovjedištvo.

## Bitka kod Lipara
Sljedeće godine (260. pr. Kr.) bio je admiral flote u Mesinskom tjesnacu. Hanibal Gisco zapovijeda prvom pomorskom bitkom protiv Rima i pobjeđuje u bitci kod Lipara, te zarobljava konzula Gnej Kornelija Scipiona Asiatika (lat. Gnaeus Cornelius Scipio Asina). Međutim ta pobjeda nije imala strateški značaj, jer rimski brodovi i dalje plove okolnim vodama.

## Poraz i pogubljenje
Da bi nadoknadili nedostatak iskustva i da bi koristili standardne kopnene taktike na moru, Rimljani opremaju svoje brodove s posebnim napravama za lat. corvus. Korvus prvi put koriste u bitci kod Mila 260. pr. Kr. Odmah na početku sukoba uz pomoć korvusa Rimljani zauzimaju 30 kartaških brodova i glavni brod. Hanibal Gisco je bio prisiljen pobjeći u malom brodu. Rimljani, neiskusni u pomorskom ratovanju, pobjeđuju iskusnu pomorsku silu Kartagu i po prvi put u pomorskoj bici. Hanibal Gisco je zbog tog ponižavajućeg poraza pogubljen.